# Bega (ort)
Bega är en ort i Australien. Den ligger i kommunen Bega Valley och delstaten New South Wales, i den sydöstra delen av landet, omkring 340 kilometer söder om delstatshuvudstaden Sydney. Antalet invånare är 4 537.
Runt Bega är det mycket glesbefolkat, med 5 invånare per kvadratkilometer.. Bega är det största samhället i trakten. 
I omgivningarna runt Bega växer huvudsakligen savannskog. Genomsnittlig årsnederbörd är 1 127 millimeter. Den regnigaste månaden är juni, med i genomsnitt 166 mm nederbörd, och den torraste är juli, med 11 mm nederbörd.